# 600
600是599与601之间的自然数，也是普洛尼克数和哈沙德数。

## 在數學中
- 合數，正因數有1、2、3、4、5、6、8、10、12、15、20、24、25、30、40、50、60、75、100、120、150、200、300和600。
質因數分解為{\displaystyle 2^{3}\times 3\times 5^{2}}。
- 過剩數，真因數和為1260，盈度為660。
  - 半完全數，和為本身的其中一組因數為1、 2、 3、 4、 5、 6、 8、 12、 15、 20、 24、 25、 30、 40、 50、 60、 75、 100、 120。
- 第25個普洛尼克數，為24與25的乘積。前一個為552、下一個為650。
- 十进制的哈沙德數。
- 十进制的奢侈數。

## 在其他领域
在美国，信用评分为600或以下被认为是一个差的成绩，从而限制了可用信用（或要求借款人支付较高的利率）。
600也是广告数英里。在纳斯卡的可口可乐600，是关于NASCAR的比赛线路最长的运行距离。
“六百帝”，万庆良的绰号，参见相关段落。

## 601至699的性質
601
- 第110個質數。
  - 孪生素数，為（599、 601）

602
- 合数，正因數有1、2、7、14、43、86、301和602。
質因數分解，{\displaystyle 2\times 7\times 43}。
- 亏数，真因數和為454，虧度為148
- 不尋常數，大於平方根的質因數為43。
- 无平方数因数的数。
  - 楔形数。
- 十进制的奢侈數。

603
- 合数，正因數有1、3、9、67、201和603。
質因數分解，{\displaystyle 3^{2}\times 67}。
- 亏数，真因數和為281，虧度為322
- 不尋常數，大於平方根的質因數為67。
- 十进制的奢侈數。

604
- 合数，正因數有1、2、4、151、302和604。
質因數分解，{\displaystyle 2^{2}\times 151}。
- 亏数，真因數和為460，虧度為144
- 不尋常數，大於平方根的質因數為151。
- 十进制的奢侈數。

605
- 合数，正因數有1、5、11、55、121和605。
質因數分解，{\displaystyle 5\times 11^{2}}。
- 亏数，真因數和為193，虧度為412
- 十进制的奢侈數。

606
- 合数，正因數有1、2、3、6、101、202、303和606。
質因數分解，{\displaystyle 2\times 3\times 101}。
- 过剩数，真因數和為618，盈度為12
  - 半完全数，和為本身的其中一組因數為101、 202、 303。
- 不尋常數，大於平方根的質因數為101。
- 佩服數，佩服因數為6。
- 无平方数因数的数。
  - 楔形数。
- 十进制的奢侈數。

607
- 第111個質數。

608
- 合数，正因數有1、2、4、8、16、19、32、38、76、152、304和608。
質因數分解，{\displaystyle 2^{5}\times 19}。
- 过剩数，真因數和為652，盈度為44
  - 半完全数，和為本身的其中一組因數為1、 8、 16、 19、 32、 76、 152、 304。
- 十进制的奢侈數。

609
- 合数，正因數有1、3、7、21、29、87、203和609。
質因數分解，{\displaystyle 3\times 7\times 29}。
- 亏数，真因數和為351，虧度為258
- 不尋常數，大於平方根的質因數為29。
- 无平方数因数的数。
  - 楔形数。
- 十进制的奢侈數。

610
- 合数，正因數有1、2、5、10、61、122、305和610。
質因數分解，{\displaystyle 2\times 5\times 61}。
- 亏数，真因數和為506，虧度為104
- 不尋常數，大於平方根的質因數為61。
- 无平方数因数的数。
  - 楔形数。
- 十进制的奢侈數。

611
- 合数，正因數有1、13、47和611。
質因數分解，{\displaystyle 13\times 47}。
- 亏数，真因數和為61，虧度為550
- 不尋常數，大於平方根的質因數為47。
- 半素数。
- 无平方数因数的数。
- 十进制的奢侈數。

612
- 合数，正因數有1、2、3、4、6、9、12、17、18、34、36、51、68、102、153、204、306和612。
質因數分解，{\displaystyle 2^{2}\times 3^{2}\times 17}。
- 过剩数，真因數和為1026，盈度為414
- 十进制的奢侈數。

613
- 第112個質數。

614
- 合数，正因數有1、2、307和614。
質因數分解，{\displaystyle 2\times 307}。
- 亏数，真因數和為310，虧度為304
- 不尋常數，大於平方根的質因數為307。
- 半素数。
- 无平方数因数的数。
- 十进制的奢侈數。

615
- 合数，正因數有1、3、5、15、41、123、205和615。
質因數分解，{\displaystyle 3\times 5\times 41}。
- 亏数，真因數和為393，虧度為222
- 不尋常數，大於平方根的質因數為41。
- 无平方数因数的数。
  - 楔形数。
- 十进制的奢侈數。

616
- 合数，正因數有1、2、4、7、8、11、14、22、28、44、56、77、88、154、308和616。
質因數分解，{\displaystyle 2^{3}\times 7\times 11}。
- 过剩数，真因數和為824，盈度為208
  - 半完全数，和為本身的其中一組因數為1、 4、 7、 11、 14、 22、 28、 56、 77、 88、 308。
- 十进制的奢侈數。

617
- 第113個質數。
  - 孪生素数，為（617、 619）

618
- 合数，正因數有1、2、3、6、103、206、309和618。
質因數分解，{\displaystyle 2\times 3\times 103}。
- 过剩数，真因數和為630，盈度為12
  - 半完全数，和為本身的其中一組因數為103、 206、 309。
- 不尋常數，大於平方根的質因數為103。
- 佩服數，佩服因數為6。
- 无平方数因数的数。
  - 楔形数。
- 十进制的奢侈數。

619
- 第114個質數。
  - 孪生素数，為（617、 619）

620
- 合数，正因數有1、2、4、5、10、20、31、62、124、155、310和620。
質因數分解，{\displaystyle 2^{2}\times 5\times 31}。
- 过剩数，真因數和為724，盈度為104
  - 半完全数，和為本身的其中一組因數為2、 4、 5、 20、 124、 155、 310。
- 不尋常數，大於平方根的質因數為31。
- 十进制的奢侈數。

621
- 合数，正因數有1、3、9、23、27、69、207和621。
質因數分解，{\displaystyle 3^{3}\times 23}。
- 亏数，真因數和為339，虧度為282
- 十进制的奢侈數。

622
- 合数，正因數有1、2、311和622。
質因數分解，{\displaystyle 2\times 311}。
- 亏数，真因數和為314，虧度為308
- 不尋常數，大於平方根的質因數為311。
- 半素数。
- 无平方数因数的数。
- 十进制的奢侈數。

623
- 合数，正因數有1、7、89和623。
質因數分解，{\displaystyle 7\times 89}。
- 亏数，真因數和為97，虧度為526
- 不尋常數，大於平方根的質因數為89。
- 半素数。
- 无平方数因数的数。
- 十进制的等數位數。

624
- 合数，正因數有1、2、3、4、6、8、12、13、16、24、26、39、48、52、78、104、156、208、312和624。
質因數分解，{\displaystyle 2^{4}\times 3\times 13}。
- 过剩数，真因數和為1112，盈度為488
- 十进制的奢侈數。

625
- 合数，正因數有1、5、25、125和625。
質因數分解，{\displaystyle 5^{4}}。
- 亏数，真因數和為156，虧度為469
- 平方数，為25的平方。
- 十进制的節儉數。

626
- 合数，正因數有1、2、313和626。
質因數分解，{\displaystyle 2\times 313}。
- 亏数，真因數和為316，虧度為310
- 不尋常數，大於平方根的質因數為313。
- 半素数。
- 无平方数因数的数。
- 十进制的奢侈數。

627
- 合数，正因數有1、3、11、19、33、57、209和627。
質因數分解，{\displaystyle 3\times 11\times 19}。
- 亏数，真因數和為333，虧度為294
- 无平方数因数的数。
  - 楔形数。
- 十进制的奢侈數。

628
- 合数，正因數有1、2、4、157、314和628。
質因數分解，{\displaystyle 2^{2}\times 157}。
- 亏数，真因數和為478，虧度為150
- 不尋常數，大於平方根的質因數為157。
- 十进制的奢侈數。

629
- 合数，正因數有1、17、37和629。
質因數分解，{\displaystyle 17\times 37}。
- 亏数，真因數和為55，虧度為574
- 不尋常數，大於平方根的質因數為37。
- 半素数。
- 无平方数因数的数。
- 十进制的奢侈數。

630
- 合数，正因數有1、2、3、5、6、7、9、10、14、15、18、21、30、35、42、45、63、70、90、105、126、210、315和630。
質因數分解，{\displaystyle 2\times 3^{2}\times 5\times 7}。
- 过剩数，真因數和為1242，盈度為612
- 十进制的奢侈數。

631
- 第115個質數。

632
- 合数，正因數有1、2、4、8、79、158、316和632。
質因數分解，{\displaystyle 2^{3}\times 79}。
- 亏数，真因數和為568，虧度為64
- 不尋常數，大於平方根的質因數為79。
- 十进制的奢侈數。

633
- 合数，正因數有1、3、211和633。
質因數分解，{\displaystyle 3\times 211}。
- 亏数，真因數和為215，虧度為418
- 不尋常數，大於平方根的質因數為211。
- 半素数。
- 无平方数因数的数。
- 十进制的奢侈數。

634
- 合数，正因數有1、2、317和634。
質因數分解，{\displaystyle 2\times 317}。
- 亏数，真因數和為320，虧度為314
- 不尋常數，大於平方根的質因數為317。
- 半素数。
- 无平方数因数的数。
- 十进制的奢侈數。

635
- 合数，正因數有1、5、127和635。
質因數分解，{\displaystyle 5\times 127}。
- 亏数，真因數和為133，虧度為502
- 不尋常數，大於平方根的質因數為127。
- 半素数。
- 无平方数因数的数。
- 十进制的奢侈數。

636
- 合数，正因數有1、2、3、4、6、12、53、106、159、212、318和636。
質因數分解，{\displaystyle 2^{2}\times 3\times 53}。
- 过剩数，真因數和為876，盈度為240
  - 半完全数，和為本身的其中一組因數為53、 106、 159、 318。
- 不尋常數，大於平方根的質因數為53。
- 十进制的奢侈數。

637
- 合数，正因數有1、7、13、49、91和637。
質因數分解，{\displaystyle 7^{2}\times 13}。
- 亏数，真因數和為161，虧度為476
- 十进制的奢侈數。

638
- 合数，正因數有1、2、11、22、29、58、319和638。
質因數分解，{\displaystyle 2\times 11\times 29}。
- 亏数，真因數和為442，虧度為196
- 不尋常數，大於平方根的質因數為29。
- 无平方数因数的数。
  - 楔形数。
- 十进制的奢侈數。

639
- 合数，正因數有1、3、9、71、213和639。
質因數分解，{\displaystyle 3^{2}\times 71}。
- 亏数，真因數和為297，虧度為342
- 不尋常數，大於平方根的質因數為71。
- 十进制的奢侈數。

640
- 合数，正因數有1、2、4、5、8、10、16、20、32、40、64、80、128、160、320和640。
質因數分解，{\displaystyle 2^{7}\times 5}。
- 过剩数，真因數和為890，盈度為250
  - 半完全数，和為本身的其中一組因數為1、 2、 4、 5、 8、 16、 20、 32、 40、 64、 128、 320。
- 十进制的等數位數。

641
- 第116個質數。
  - 孪生素数，為（641、 643）

642
- 合数，正因數有1、2、3、6、107、214、321和642。
質因數分解，{\displaystyle 2\times 3\times 107}。
- 过剩数，真因數和為654，盈度為12
  - 半完全数，和為本身的其中一組因數為107、 214、 321。
- 不尋常數，大於平方根的質因數為107。
- 佩服數，佩服因數為6。
- 无平方数因数的数。
  - 楔形数。
- 十进制的奢侈數。

643
- 第117個質數。
  - 孪生素数，為（641、 643）

644
- 合数，正因數有1、2、4、7、14、23、28、46、92、161、322和644。
質因數分解，{\displaystyle 2^{2}\times 7\times 23}。
- 过剩数，真因數和為700，盈度為56
  - 半完全数，和為本身的其中一組因數為4、 14、 23、 28、 92、 161、 322。
- 佩服數，佩服因數為28。
- 十进制的奢侈數。

645
- 合数，正因數有1、3、5、15、43、129、215和645。
質因數分解，{\displaystyle 3\times 5\times 43}。
- 亏数，真因數和為411，虧度為234
- 不尋常數，大於平方根的質因數為43。
- 无平方数因数的数。
  - 楔形数。
- 十进制的奢侈數。

646
- 合数，正因數有1、2、17、19、34、38、323和646。
質因數分解，{\displaystyle 2\times 17\times 19}。
- 亏数，真因數和為434，虧度為212
- 无平方数因数的数。
  - 楔形数。
- 十进制的奢侈數。

647
- 第118個質數。

648
- 合数，正因數有1、2、3、4、6、8、9、12、18、24、27、36、54、72、81、108、162、216、324和648。
質因數分解，{\displaystyle 2^{3}\times 3^{4}}。
- 过剩数，真因數和為1167，盈度為519
- 十进制的奢侈數。

649
- 合数，正因數有1、11、59和649。
質因數分解，{\displaystyle 11\times 59}。
- 亏数，真因數和為71，虧度為578
- 不尋常數，大於平方根的質因數為59。
- 半素数。
- 无平方数因数的数。
- 十进制的奢侈數。

650
- 合数，正因數有1、2、5、10、13、25、26、50、65、130、325和650。
質因數分解，{\displaystyle 2\times 5^{2}\times 13}。
- 过剩数，真因數和為652，盈度為2
  - 半完全数，和為本身的其中一組因數為1、 5、 10、 13、 25、 26、 50、 65、 130、 325。
- 佩服數，佩服因數為1。
- 普洛尼克数，為25與26的乘積。
- 十进制的奢侈數。

651
- 合数，正因數有1、3、7、21、31、93、217和651。
質因數分解，{\displaystyle 3\times 7\times 31}。
- 亏数，真因數和為373，虧度為278
- 不尋常數，大於平方根的質因數為31。
- 无平方数因数的数。
  - 楔形数。
- 十进制的奢侈數。

652
- 合数，正因數有1、2、4、163、326和652。
質因數分解，{\displaystyle 2^{2}\times 163}。
- 亏数，真因數和為496，虧度為156
- 不尋常數，大於平方根的質因數為163。
- 十进制的奢侈數。

653
- 第119個質數。

654
- 合数，正因數有1、2、3、6、109、218、327和654。
質因數分解，{\displaystyle 2\times 3\times 109}。
- 过剩数，真因數和為666，盈度為12
  - 半完全数，和為本身的其中一組因數為109、 218、 327。
- 不尋常數，大於平方根的質因數為109。
- 佩服數，佩服因數為6。
- 无平方数因数的数。
  - 楔形数。
- 十进制的奢侈數。

655
- 合数，正因數有1、5、131和655。
質因數分解，{\displaystyle 5\times 131}。
- 亏数，真因數和為137，虧度為518
- 不尋常數，大於平方根的質因數為131。
- 半素数。
- 无平方数因数的数。
- 十进制的奢侈數。

656
- 合数，正因數有1、2、4、8、16、41、82、164、328和656。
質因數分解，{\displaystyle 2^{4}\times 41}。
- 亏数，真因數和為646，虧度為10
- 不尋常數，大於平方根的質因數為41。
- 十进制的奢侈數。

657
- 合数，正因數有1、3、9、73、219和657。
質因數分解，{\displaystyle 3^{2}\times 73}。
- 亏数，真因數和為305，虧度為352
- 不尋常數，大於平方根的質因數為73。
- 十进制的奢侈數。

658
- 合数，正因數有1、2、7、14、47、94、329和658。
質因數分解，{\displaystyle 2\times 7\times 47}。
- 亏数，真因數和為494，虧度為164
- 不尋常數，大於平方根的質因數為47。
- 无平方数因数的数。
  - 楔形数。
- 十进制的奢侈數。

659
- 第120個質數。
  - 孪生素数，為（659、 661）

660
- 合数，正因數有1、2、3、4、5、6、10、11、12、15、20、22、30、33、44、55、60、66、110、132、165、220、330和660。
質因數分解，{\displaystyle 2^{2}\times 3\times 5\times 11}。
- 过剩数，真因數和為1356，盈度為696
- 十进制的奢侈數。

661
- 第121個質數。
  - 孪生素数，為（659、 661）

662
- 合数，正因數有1、2、331和662。
質因數分解，{\displaystyle 2\times 331}。
- 亏数，真因數和為334，虧度為328
- 不尋常數，大於平方根的質因數為331。
- 半素数。
- 无平方数因数的数。
- 十进制的奢侈數。

663
- 合数，正因數有1、3、13、17、39、51、221和663。
質因數分解，{\displaystyle 3\times 13\times 17}。
- 亏数，真因數和為345，虧度為318
- 无平方数因数的数。
  - 楔形数。
- 十进制的奢侈數。

664
- 合数，正因數有1、2、4、8、83、166、332和664。
質因數分解，{\displaystyle 2^{3}\times 83}。
- 亏数，真因數和為596，虧度為68
- 不尋常數，大於平方根的質因數為83。
- 十进制的奢侈數。

665
- 合数，正因數有1、5、7、19、35、95、133和665。
質因數分解，{\displaystyle 5\times 7\times 19}。
- 亏数，真因數和為295，虧度為370
- 无平方数因数的数。
  - 楔形数。
- 十进制的奢侈數。
- 是一个楔形數。

666
- 合数，正因數有1、2、3、6、9、18、37、74、111、222、333和666。
質因數分解，{\displaystyle 2\times 3^{2}\times 37}。
- 过剩数，真因數和為816，盈度為150
  - 半完全数，和為本身的其中一組因數為1、 3、 6、 9、 18、 74、 222、 333。
- 不尋常數，大於平方根的質因數為37。
- 十进制的奢侈數。

667
- 合数，正因數有1、23、29和667。
質因數分解，{\displaystyle 23\times 29}。
- 亏数，真因數和為53，虧度為614
- 不尋常數，大於平方根的質因數為29。
- 半素数。
- 无平方数因数的数。
- 十进制的奢侈數。

668
- 合数，正因數有1、2、4、167、334和668。
質因數分解，{\displaystyle 2^{2}\times 167}。
- 亏数，真因數和為508，虧度為160
- 不尋常數，大於平方根的質因數為167。
- 十进制的奢侈數。

669
- 合数，正因數有1、3、223和669。
質因數分解，{\displaystyle 3\times 223}。
- 亏数，真因數和為227，虧度為442
- 不尋常數，大於平方根的質因數為223。
- 半素数。
- 无平方数因数的数。
- 十进制的奢侈數。

670
- 合数，正因數有1、2、5、10、67、134、335和670。
質因數分解，{\displaystyle 2\times 5\times 67}。
- 亏数，真因數和為554，虧度為116
- 不尋常數，大於平方根的質因數為67。
- 无平方数因数的数。
  - 楔形数。
- 十进制的奢侈數。

671
- 合数，正因數有1、11、61和671。
質因數分解，{\displaystyle 11\times 61}。
- 亏数，真因數和為73，虧度為598
- 不尋常數，大於平方根的質因數為61。
- 半素数。
- 无平方数因数的数。
- 十进制的奢侈數。

672
- 合数，正因數有1、2、3、4、6、7、8、12、14、16、21、24、28、32、42、48、56、84、96、112、168、224、336和672。
質因數分解，{\displaystyle 2^{5}\times 3\times 7}。
- 过剩数，真因數和為1344，盈度為672
- 歐爾調和數，因數调和平均数為8。
- 佩服數，佩服因數為336。
- 十进制的奢侈數。

673
- 第122個質數。

674
- 合数，正因數有1、2、337和674。
質因數分解，{\displaystyle 2\times 337}。
- 亏数，真因數和為340，虧度為334
- 不尋常數，大於平方根的質因數為337。
- 半素数。
- 无平方数因数的数。
- 十进制的奢侈數。

675
- 合数，正因數有1、3、5、9、15、25、27、45、75、135、225和675。
質因數分解，{\displaystyle 3^{3}\times 5^{2}}。
- 亏数，真因數和為565，虧度為110
- 十进制的奢侈數。

676
- 合数，正因數有1、2、4、13、26、52、169、338和676。
質因數分解，{\displaystyle 2^{2}\times 13^{2}}。
- 亏数，真因數和為605，虧度為71
- 平方数，為26的平方。
- 十进制的奢侈數。

677
- 第123個質數。

678
- 合数，正因數有1、2、3、6、113、226、339和678。
質因數分解，{\displaystyle 2\times 3\times 113}。
- 过剩数，真因數和為690，盈度為12
  - 半完全数，和為本身的其中一組因數為113、 226、 339。
- 不尋常數，大於平方根的質因數為113。
- 佩服數，佩服因數為6。
- 无平方数因数的数。
  - 楔形数。
- 十进制的奢侈數。

679
- 合数，正因數有1、7、97和679。
質因數分解，{\displaystyle 7\times 97}。
- 亏数，真因數和為105，虧度為574
- 不尋常數，大於平方根的質因數為97。
- 半素数。
- 无平方数因数的数。
- 十进制的等數位數。

680
- 合数，正因數有1、2、4、5、8、10、17、20、34、40、68、85、136、170、340和680。
質因數分解，{\displaystyle 2^{3}\times 5\times 17}。
- 过剩数，真因數和為940，盈度為260
  - 半完全数，和為本身的其中一組因數為1、 2、 4、 8、 10、 17、 20、 34、 40、 68、 136、 340。
- 十进制的奢侈數。

681
- 合数，正因數有1、3、227和681。
質因數分解，{\displaystyle 3\times 227}。
- 亏数，真因數和為231，虧度為450
- 不尋常數，大於平方根的質因數為227。
- 半素数。
- 无平方数因数的数。
- 十进制的奢侈數。

682
- 合数，正因數有1、2、11、22、31、62、341和682。
質因數分解，{\displaystyle 2\times 11\times 31}。
- 亏数，真因數和為470，虧度為212
- 不尋常數，大於平方根的質因數為31。
- 无平方数因数的数。
  - 楔形数。
- 十进制的奢侈數。

683
- 第124個質數。

684
- 合数，正因數有1、2、3、4、6、9、12、18、19、36、38、57、76、114、171、228、342和684。
質因數分解，{\displaystyle 2^{2}\times 3^{2}\times 19}。
- 过剩数，真因數和為1136，盈度為452
- 十进制的奢侈數。

685
- 合数，正因數有1、5、137和685。
質因數分解，{\displaystyle 5\times 137}。
- 亏数，真因數和為143，虧度為542
- 不尋常數，大於平方根的質因數為137。
- 半素数。
- 无平方数因数的数。
- 十进制的奢侈數。

686
- 合数，正因數有1、2、7、14、49、98、343和686。
質因數分解，{\displaystyle 2\times 7^{3}}。
- 亏数，真因數和為514，虧度為172
- 十进制的等數位數。

687
- 合数，正因數有1、3、229和687。
質因數分解，{\displaystyle 3\times 229}。
- 亏数，真因數和為233，虧度為454
- 不尋常數，大於平方根的質因數為229。
- 半素数。
- 无平方数因数的数。
- 十进制的奢侈數。

688
- 合数，正因數有1、2、4、8、16、43、86、172、344和688。
質因數分解，{\displaystyle 2^{4}\times 43}。
- 亏数，真因數和為676，虧度為12
- 不尋常數，大於平方根的質因數為43。
- 十进制的奢侈數。

689
- 合数，正因數有1、13、53和689。
質因數分解，{\displaystyle 13\times 53}。
- 亏数，真因數和為67，虧度為622
- 不尋常數，大於平方根的質因數為53。
- 半素数。
- 无平方数因数的数。
- 十进制的奢侈數。

690
- 合数，正因數有1、2、3、5、6、10、15、23、30、46、69、115、138、230、345和690。
質因數分解，{\displaystyle 2\times 3\times 5\times 23}。
- 过剩数，真因數和為1038，盈度為348
  - 半完全数，和為本身的其中一組因數為1、 2、 5、 6、 10、 15、 23、 30、 46、 69、 115、 138、 230。
- 无平方数因数的数。
- 十进制的奢侈數。

691
- 第125個質數。

692
- 合数，正因數有1、2、4、173、346和692。
質因數分解，{\displaystyle 2^{2}\times 173}。
- 亏数，真因數和為526，虧度為166
- 不尋常數，大於平方根的質因數為173。
- 十进制的奢侈數。

693
- 合数，正因數有1、3、7、9、11、21、33、63、77、99、231和693。
質因數分解，{\displaystyle 3^{2}\times 7\times 11}。
- 亏数，真因數和為555，虧度為138
- 十进制的奢侈數。

694
- 合数，正因數有1、2、347和694。
質因數分解，{\displaystyle 2\times 347}。
- 亏数，真因數和為350，虧度為344
- 不尋常數，大於平方根的質因數為347。
- 半素数。
- 无平方数因数的数。
- 十进制的奢侈數。

695
- 合数，正因數有1、5、139和695。
質因數分解，{\displaystyle 5\times 139}。
- 亏数，真因數和為145，虧度為550
- 不尋常數，大於平方根的質因數為139。
- 半素数。
- 无平方数因数的数。
- 十进制的奢侈數。

696
- 合数，正因數有1、2、3、4、6、8、12、24、29、58、87、116、174、232、348和696。
質因數分解，{\displaystyle 2^{3}\times 3\times 29}。
- 过剩数，真因數和為1104，盈度為408
  - 半完全数，和為本身的其中一組因數為1、 3、 4、 6、 8、 12、 24、 29、 87、 116、 174、 232。
- 不尋常數，大於平方根的質因數為29。
- 十进制的奢侈數。

697
- 合数，正因數有1、17、41和697。
質因數分解，{\displaystyle 17\times 41}。
- 亏数，真因數和為59，虧度為638
- 不尋常數，大於平方根的質因數為41。
- 半素数。
- 无平方数因数的数。
- 十进制的奢侈數。

698
- 合数，正因數有1、2、349和698。
質因數分解，{\displaystyle 2\times 349}。
- 亏数，真因數和為352，虧度為346
- 不尋常數，大於平方根的質因數為349。
- 半素数。
- 无平方数因数的数。
- 十进制的奢侈數。

699
- 合数，正因數有1、3、233和699。
質因數分解，{\displaystyle 3\times 233}。
- 亏数，真因數和為237，虧度為462
- 不尋常數，大於平方根的質因數為233。
- 半素数。
- 无平方数因数的数。
- 十进制的奢侈數。